# 緑パーキングエリア
緑パーキングエリア（みどりパーキングエリア）は、兵庫県南あわじ市広田にある神戸淡路鳴門自動車道のパーキングエリア。上り線はここに車を置いてサンライズ淡路へ行くこともできる。名前の通り周りは緑(山や木)が多い。一部の人に人気な場所である。
PA内にバス停留所（緑BS）が併設されている。

## 施設

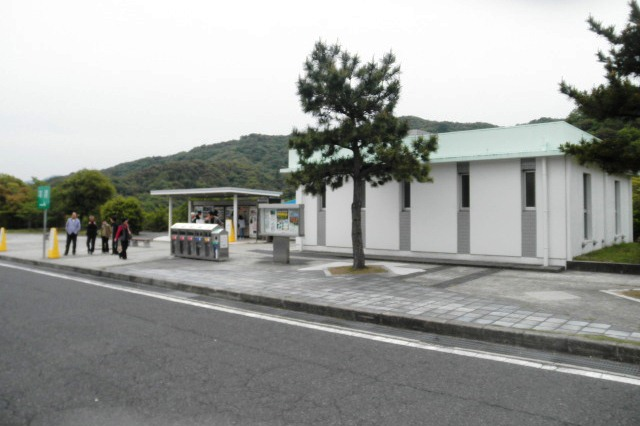
下り線施設

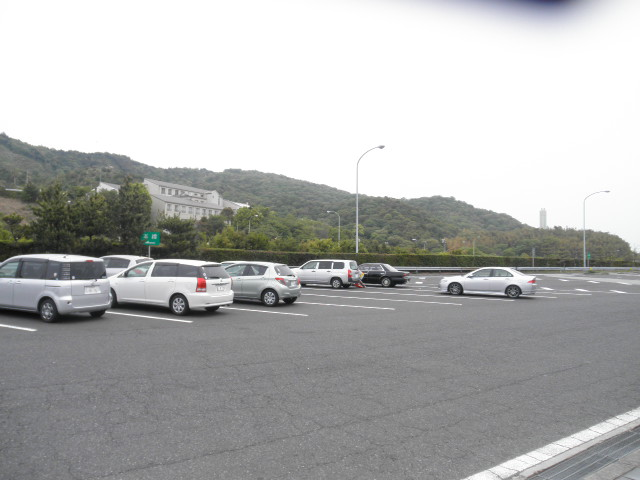
下り線駐車場

### 上り線（神戸・大阪方面）
- 駐車場
  - 小型40台
  - 大型13台
  - トレーラー2台
  - 身障者1台
- トイレ
  - 男（大2、小5）
  - 女6
  - 身障者1
- 自動販売機
- 公衆電話

### 下り線（鳴門・徳島方面）
- 駐車場
  - 小型40台
  - 大型13台
  - トレーラー2台
  - 身障者1台
- トイレ
  - 男（大2、小5）
  - 女6
  - 身障者1
- 自動販売機
- 公衆電話

## 緑バスストップ
緑バスストップ（みどりバスストップ）は、緑パーキングエリア内にあるバス停留所である。
バスストップとその周辺に乗車券売り場はない。

### 発着バス
交通系ICカードは神戸市内発着路線で利用可能（みなと観光バスはPiTaPa利用不可）
- 淡路交通・神姫バス・本四海峡バス共同運行
  - ■速達タイプ（一部便を除く） 高速舞子・神戸三宮（神姫バス三ノ宮バスターミナル）・新神戸駅・神戸空港
- 淡路交通単独運行
  - 舞子・福良線（■各停タイプ） 福良〜高速舞子
  - 洲本バスセンター - 高速鳴門または鳴門駅前 - 徳島
- みなと観光バス単独運行
  - 淡路島線　三ノ宮

### 接続交通機関
- らん・らんバスゆめるん号が停車するが、運行本数が少ない。
- 隣接する県道に淡路交通長田線の土井谷口停留所があるが1日数往復しか停車しない。
- 無料駐車場がある（位置：広田広田1466番地18）。
- 付近を兵庫県道125号洲本松帆線（美緑（みりょく）ロード）が通る。

## 周辺
- サンライズ淡路
- 淡路家畜保健衛生所

## 隣
E28 神戸淡路鳴門自動車道
(8)洲本IC/BS - (PA/BS)緑PA/BS - (BS)榎列BS - (9)西淡三原IC